# Jean-Michel Foidart
Jean-Michel, baron Foidart, né le 4 octobre 1949 à Liège, est un médecin et chercheur belge.
Il est cofondateur de Mithra Pharmaceuticals, crée en 1999, avec François Fornieri. Au sein de l'Université de Liège, il est professeur honoraire et codirecteur du Laboratoire des tumeurs et du développement biologique (LBTD). Il est également secrétaire perpétuel de l'Académie royale de médecine de Belgique depuis le 1er janvier 2017.

## Distinctions
- Prix quinquennal du FNRS en 2005
- Docteur honoris causa de l'Université Pierre-et-Marie-Curie en 2010
- Docteur honoris causa de l'Université Toulouse-III-Paul-Sabatier en 2012
- Prix Boulogne-Lemaire du Wallon de l'année en 2011 par l'Institut Jules Destrée
- Officier du Mérite wallon (O.M.W.)
- Concession de noblesse héréditaire et du titre personnel de baron par le roi Philippe en 2018[1].